# Baldovino (nome)
Baldovino  è un nome proprio di persona italiano maschile.

## Varianti
- Maschili: Baldoino[1][4], Balduino[1][4], Baudino[5], Baudolino[5]
  - Ipocoristici: Baldo[1][2]
- Femminili: Baldovina[1][4], Baldoina[1], Balduina[1][4], Baudina[5], Baudolina[5]

### Varianti in altre lingue
- Anglosassone: Bealdvine[6]
- Catalano: Baldoví[7], Balduí[7]
- Francese: Baudouin[1][2][8], Baudoin[1][3]
  - Francese medio: Baldoin[8]
- Gallese: Maldwyn[2][9]
- Germanico: Baldavin[6][9], Baldovin[2][6], Balduvin[6], Baldewin[6], Paldewin[6], Baldwin[2][6], Balduin[6], Baldoin[6], Bauduin[6]
- Inglese: Baldwin[1][2][8][9]
  - Inglese antico: Bealdwine[9]
- Islandese: Baldvin
- Olandese: Boudewijn[2]
  - Ipocoristici: Boele[2]
- Polacco: Baldwin
- Portoghese: Balduíno[2]
- Spagnolo: Balduino[1][2][7], Baldovino[7]
- Tedesco: Balduin[1]

## Origine e diffusione
Deriva dal nome germanico Baldwin o Baldovin, composto da bald ("coraggioso", "audace", "forte") e win (o wini, "amico"), col possibile significato complessivo di "amico forte", "amico audace" o anche "che ha amici coraggiosi". 
In Italia il nome venne introdotto dai Longobardi e, in misura maggiore, nel VII secolo dai Franchi e poi popolarizzato dall'epica francese medievale; è attestato nel Duecento, limitato però, almeno in Toscana, agli ambienti nobiliari, dopodiché si è progressivamente rarificato, nonostante il prestigio di vari personaggi storici così chiamati e il culto di alcuni santi; secondo dati raccolti negli anni Settanta, era diffuso principalmente nel Nord e Centro Italia, con punte in provincia di Alessandria (di cui è patrono san Baudolino) per le dialettali come "Baudino" e "Baudolino", e in Lazio per la variante "Balduino".
In Inghilterra era comune già durante il Medioevo, e venne ulteriormente rafforzato con la conquista normanna; è divenuto successivamente più raro, nonostante la presenza di cognomi derivati che ne hanno sostenuto la diffusione. Sempre durante il Medioevo era molto popolare anche nelle Fiandre, ed è tuttora comune in Belgio, essendo un nome tipico della casa regnante del paese.

## Onomastico
L'onomastico può essere festeggiato in memoria di più santi, alle date seguenti:
- 8 gennaio o 16 ottobre, san Baldovino, figlio di santa Salaberga, arcidiacono di Laon e martire nel VII secolo[3][10]
- 15 o 24 luglio, o 21 agosto, o altre date ancora, san Baldovino, abate cistercense di San Pastore, presso Rieti[3][7][11][12]
- 6 ottobre, beato Balduino, arcivescovo di Pisa
- 7 novembre, san Baudino o Baldo, vescovo di Tours[13]
- 10 novembre, san Baudolino, eremita presso Villa del Foro[14]

## Persone

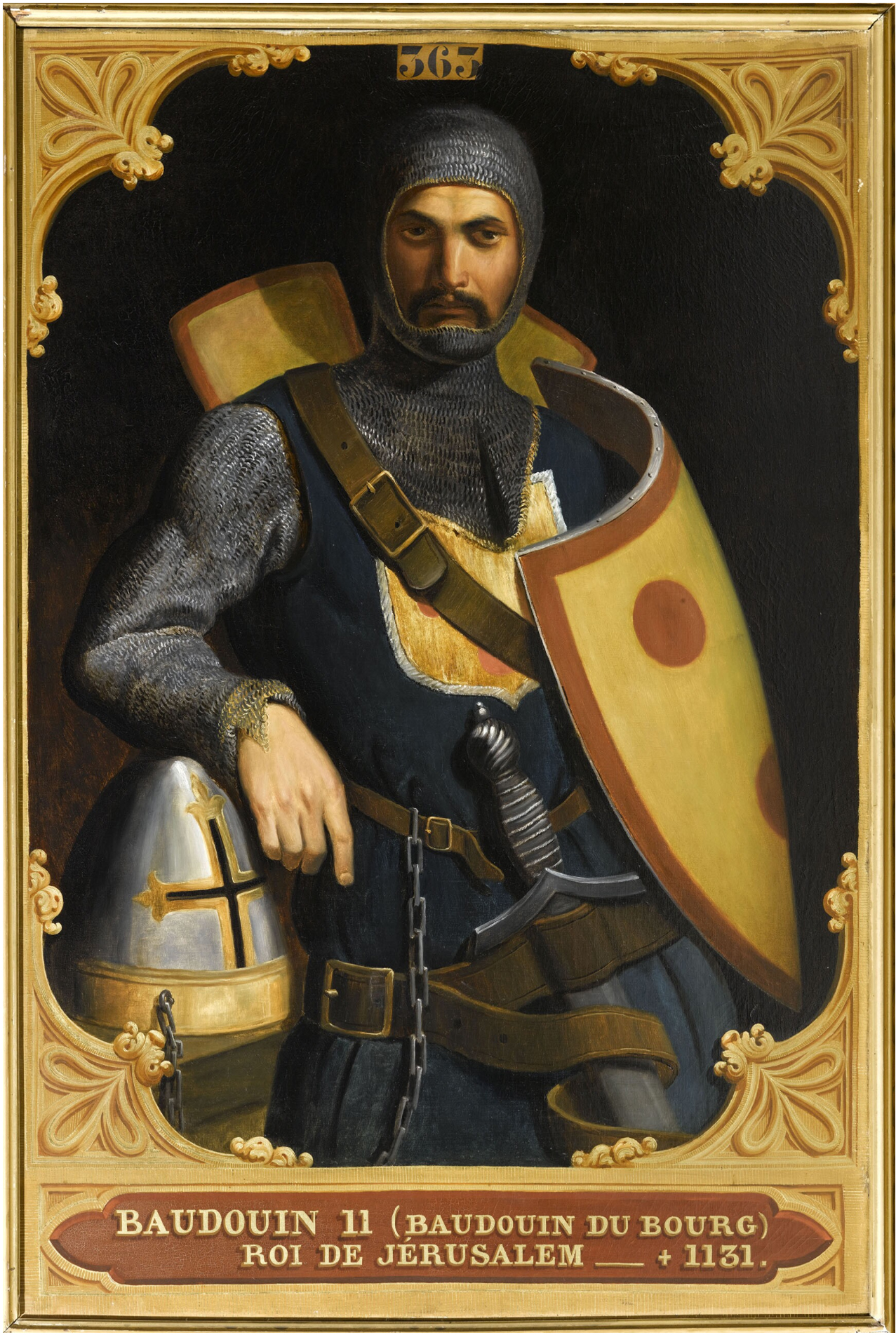
Baldovino II di Costantinopoli

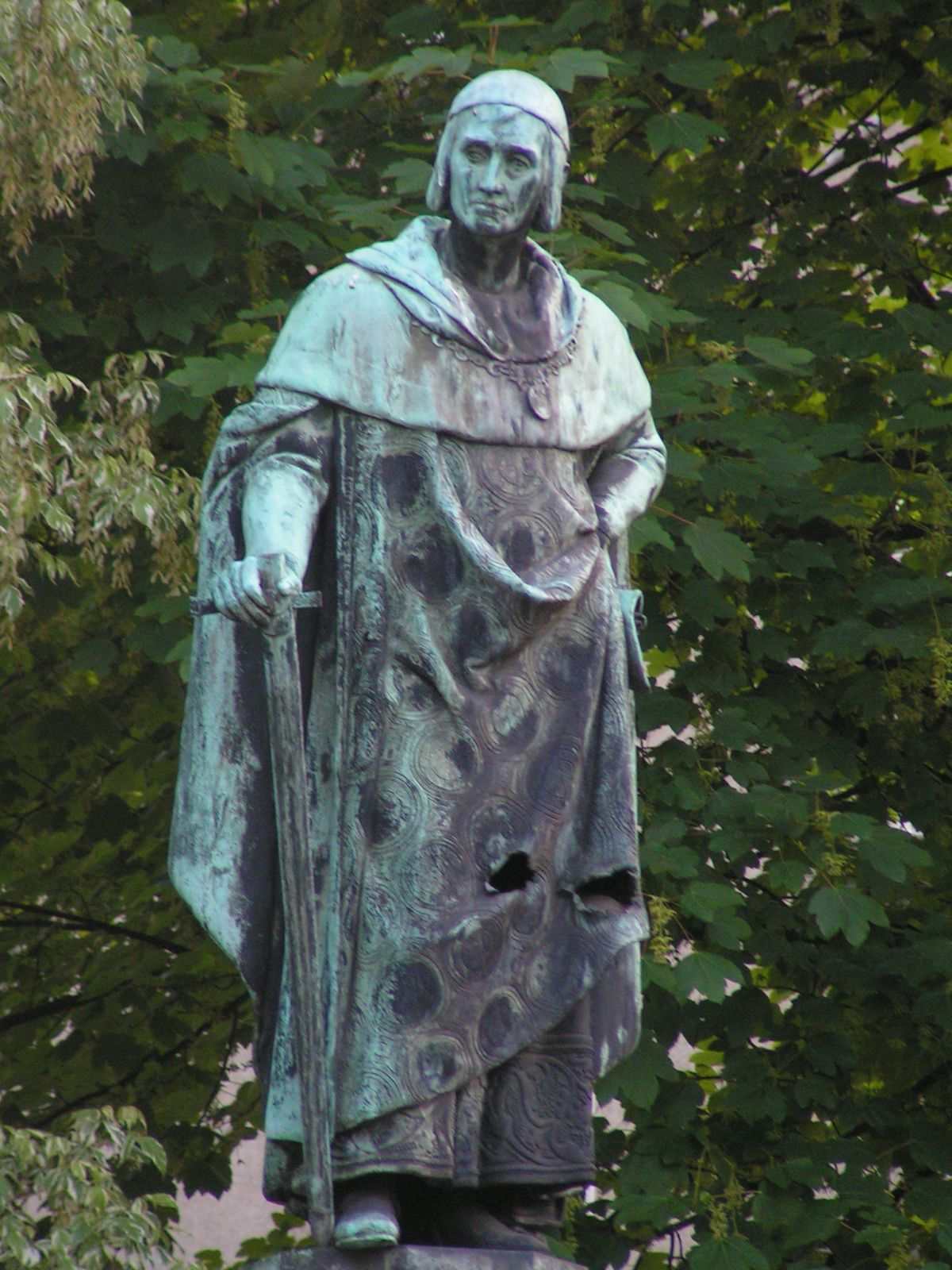
Baldovino di Lussemburgo

- Baldovino del Belgio, erede apparente al trono del Belgio
- Baldovino I del Belgio, re del Belgio
- Baldovino I di Costantinopoli, imperatore dell'impero latino d'oriente
- Baldovino II di Costantinopoli, imperatore latino
- Baldovino di Exeter, arcivescovo cattolico britannico
- Baldovino I di Fiandra, conte di Fiandra
- Baldovino II di Fiandra, conte di Fiandra
- Baldovino III di Fiandra, conte di Fiandra
- Baldovino IV di Fiandra, conte di Fiandra
- Baldovino V di Fiandra, conte di Fiandra
- Baldovino VI di Fiandra, conte di Fiandra
- Baldovino VII di Fiandra, conte di Fiandra
- Baldovino I di Gerusalemme, re di Gerusalemme
- Baldovino II di Gerusalemme, re di Gerusalemme
- Baldovino III di Gerusalemme, re di Gerusalemme
- Baldovino IV di Gerusalemme, re di Gerusalemme
- Baldovino V di Gerusalemme, re di Gerusalemme
- Baldovino V di Hainaut, conte di Fiandra
- Baldovino di Ibelin, membro della famiglia di Ibelin
- Baldovino de Ligne, principe belga
- Baldovino di Lussemburgo, arcivescovo tedesco
- Baldovino Dassù, golfista italiano

### Variante Boudewijn

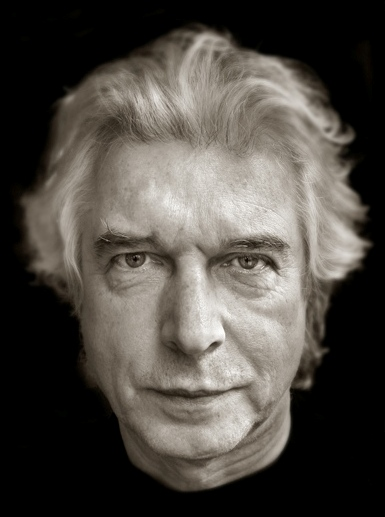
Boudewijn de Groot

- Boudewijn de Geer, calciatore olandese
- Boudewijn de Groot, cantautore olandese
- Boudewijn Zenden, calciatore olandese

### Altre varianti maschili
- Baldwin Cooke, attore statunitense
- Balduino da Pisa, religioso, cardinale e arcivescovo cattolico italiano
- Baldwin di Salisburgo, arcivescovo cattolico tedesco
- Baudouin des Auteus, troviero piccardo
- Baldwin Spencer, politico antiguo-barbudano

### Varianti femminili
- Balduína de Oliveira Sayão, vero nome di Bidu Sayão, soprano brasiliano